# Baccharis linearis
Baccharis linearis (Ruiz & Pav.) Pers.  es un arbusto abundante en la zona central de Chile y Argentina, apto para jardinería, conocido con el nombre vulgar de romerillo, puede alcanzar 2  m y hasta 3 de ancho.

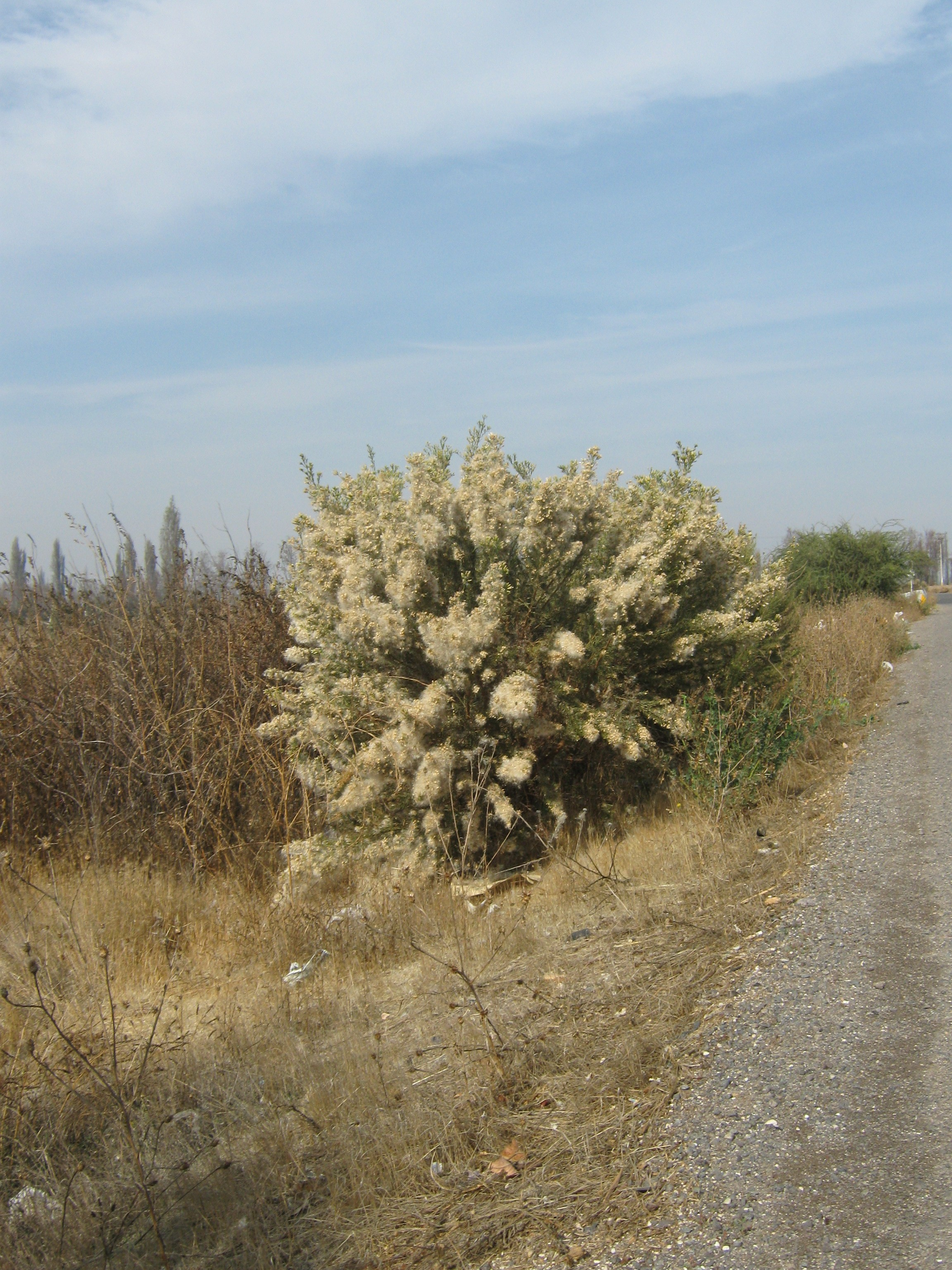
Vista de la planta en su hábitat

## Distribución y hábitat
Es una planta perteneciente a la familia Asteraceae, que habita en terrenos áridos y degradados, tanto en la Cordillera de la Costa como en los Andes, entre las regiones de Atacama y de la Araucanía.En Argentina es propia de los montes serranos en las Provincias de Córdoba y San Luis. Es una especie de hábito de crecimiento sub-arbustivo (1,5 a 2,0 m de altura), de sexualidad diclino-dioica con una dispersión de sus semillas de tipo anemócora*.
Esta especie conforma la sucesión temprana en suelos degradados, es resistente a sequía y a baja disponibilidad de nutrientes en suelos*.
Es una especie que coloniza espontáneamente tranques de relaves abandonados en la Provincia de Elqui, presentando la mayor frecuencia y cobertura en estos con respecto a otras especies (62,5% y 25,7% respectivamente).
Existen ecotipos de B. linearis que toleran altas concentraciones de cobre y éste es acumulado principalmente en sus raíces (ecotipos tolerantes). En medio hidropónico, se ha registrado en raíces una concentración de más de 3500 mg kg-1 de Cu*.
Haque et al. (2007)* investigando el contenido de metales en los tejidos de B. sarothroides, una especie filogenéticamente similar a B. linearis que también coloniza tranques de relaves de Cu, concluyen sobre la base de distintos criterios que corresponde a una especie hiperacumuladora de Cu, Pb, Cr, Zn, As, Ni y Co.
Las pruebas de tolerancia a Cu de ciertos ecotipos de B. linearis (Ginocchio et al., 2008) demostraron su status de pseudometalófita (poblaciones sensibles y otras tolerantes a Cu),  que posee una comunidad bacteriana y fúngica en su rizósfera cuya composición depende del tipo de sustrato (suelo o relave); siendo la infección por endomicorrizas encontrada en raíces de B. linearis creciendo tanto en suelos como en relaves mineros.
De las especies estudiadas por Orchard et al. (2009) en Chile, destaca B. linearis como especie colonizadora de relaves, fuera de peligro de extinción y de multipropósito (forraje, fitoquímicos, conservación de suelos y ornamental), siendo clasificada como de acumulación media de Cu (200-600 mg kg-1).
Suele infestarse con cecidios, se trata de una agalla globosa, esponjosa, y blanca que se desarrolla en el ápice de las ramas y que aloja al díptero Rachiptera limbata.

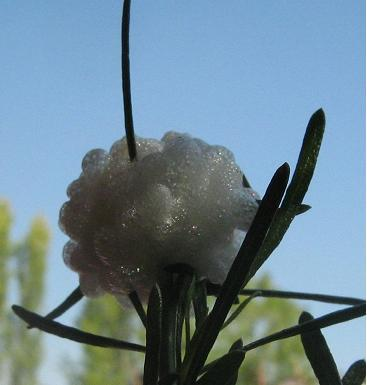
agallas de romerillo

## Taxonomía
Baccharis linearis fue descrita por (Ruiz & Pav.) Pers. y publicado en Synopsis Plantarum 2: 425. 1807.
Etimología
Baccharis: nombre genérico que proviene del griego Bakkaris dado en honor de Baco, dios del vino, para una planta con una raíz fragante y reciclado por Linnaeus.
linearis: epíteto latino que significa "linear".
Sinonimia
- Baccharis callistemoides
- Baccharis holmbergii Hicken
- Baccharis lingulata Kunze ex Less.
- Baccharis linifolia Phil.
- Baccharis rosmarinifolia Hook. & Arn.

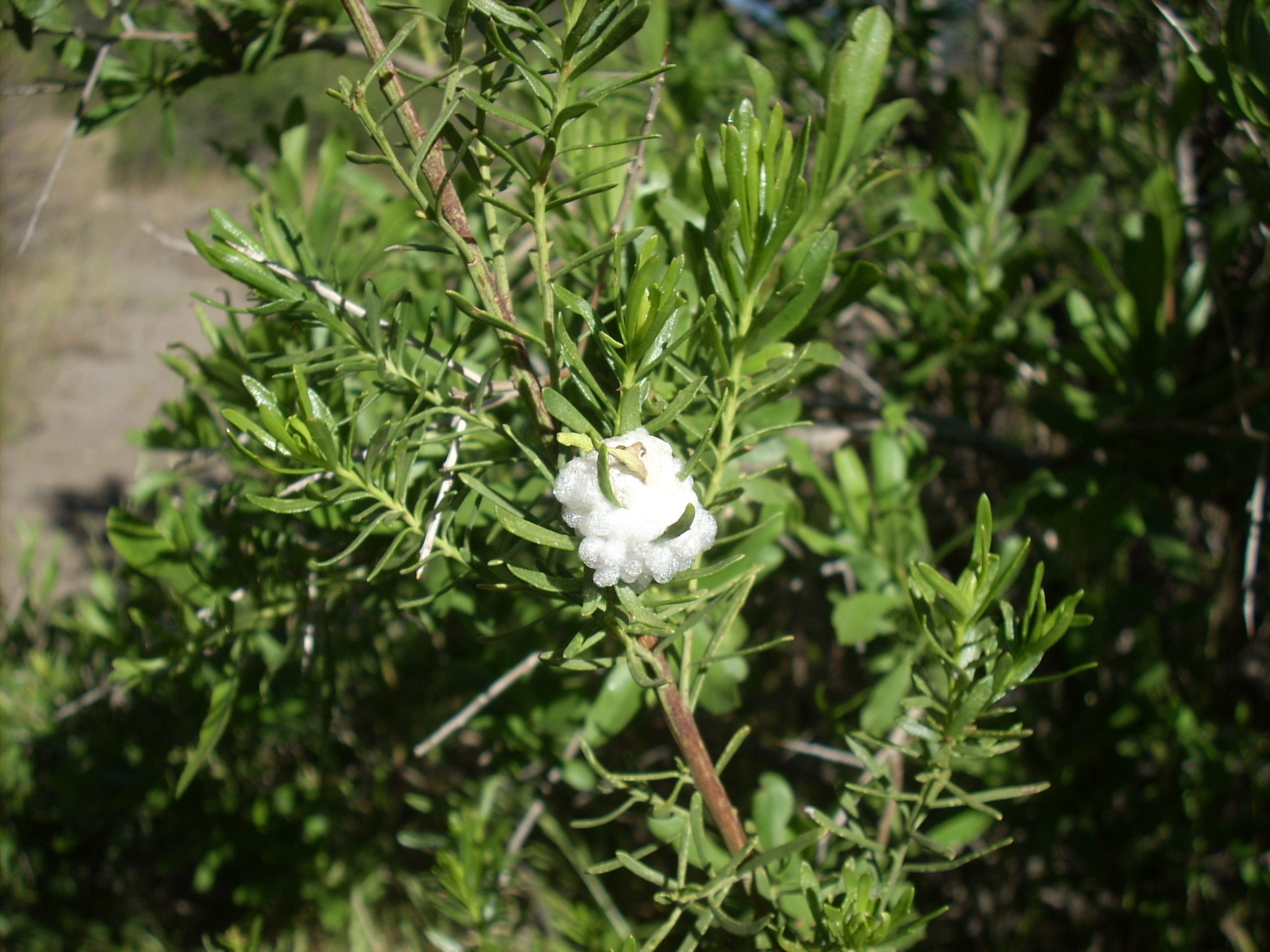
Baccharis linearis

- Baccharis subandina Phil.
- Molina linearis Ruiz & Pav.[4]